# 2734 Гашек
2734 Гашек (2734 Hašek) — астероїд головного поясу, відкритий 1 квітня 1976 року.
Тіссеранів параметр щодо Юпітера — 3,140.